# Курбатов, Александр Вячеславович
Александр Вячеславович Курбатов (род. 6 мая 1970, Нефтекумск) — российский государственный и политический деятель.
Глава города Кисловодска (4 декабря 2015 – 7 декабря 2021). Секретарь Кисловодского местного отделения партии «Единая Россия»        (19 декабря 2016 – 7 декабря 2021).

## Биография
Родился 6 мая 1970 года в городе Нефтекумске Ставропольского края.
В 1993 году окончил Ставропольский государственный медицинский институт.
В 2008 году окончил Белгородскую государственную технологическую академию.

## Семья
Женат. Трое детей.

## Карьера
В 2005—2008 годах был заместителем министра труда и социальной защиты Ставропольского края.
В 2008—2011 годах — заместитель главы города Ставрополя.
В 2014—2015 годах возглавлял Ставропольское региональное отделение Фонда социального страхования РФ.
В октябре 2015 года был назначен временно исполняющим обязанности главы администрации Кисловодска. 
С 4 декабря 2015 по 7 декабря 2021 года глава города Кисловодска.
Летом 2021 года, катаясь в парке на самокате,  получил серьёзную травму головы и был госпитализирован. За несколько месяцев лечения Курбатов находился некоторое время в искусственной коме. К работе приступить не смог, был освобождён от должности по собственному желанию.
Входит в состав Кисловодского местного отделения партии «Единая Россия».